# Днепровка (Михайловский район)
Днепровка (укр. Дніпровка) — село,
Любимовский сельский совет,
Михайловский район,
Запорожская область,
Украина.
Код КОАТУУ — 2323383304. Население по переписи 2001 года составляло 130 человек.

## Географическое положение
Село Днепровка находится на расстоянии в 1 км от села Барвиновка и в 3-х км от села Любимовка.

## История
- 1922 год — дата основания.